# تشوأو (طوكيو)
تشوأو (باليابانية: 中央区تشوأو-كو) وتعني «حي تشوأو» هو أحد أحياء طوكيو ال 23. يعني اسمها في اللغة اليابانية الحي المتوسط وهي المركز التجاري الرئيسي في طوكيو على الرغم من منافسة حي شينجوكو. من أشهر الشوارع في حي تشوأو هو شارع غينزا، كما يضم الحي المبنى الرئيسي لبنك اليابان (日本銀行).

## أماكن شهيرة

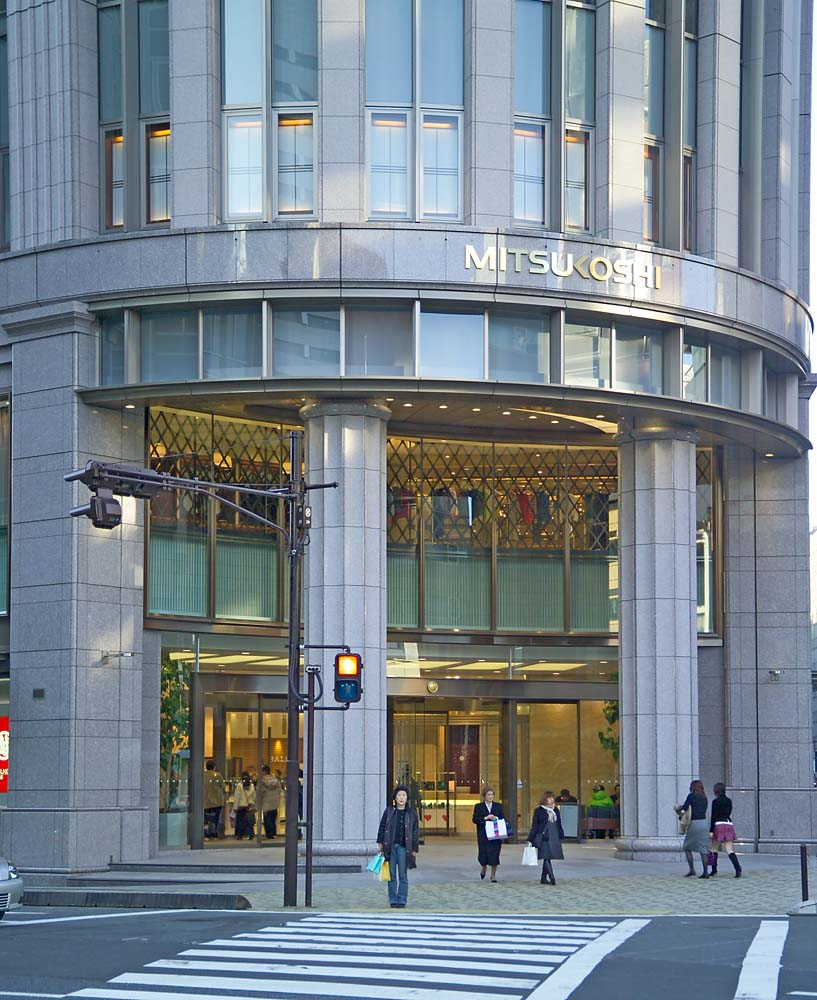
مجمع ميتسكوشي التجاري.

- بنك اليابان
- مجمع ميتسكوشي للتسوق
- بورصة طوكيو
- منطقة نيهونباشي
- منطقة غينزا
- مجمع ماتسويا للتسوق

## أعلام
- هيروشي موراكامي
- ياسوتارو ماتسوكي
- دايسوكي اينو
- اكيرا ايموتو
- دون نومورا

## مواقع خارجية
- الموقع الرسمي لمدينة تشوأو باللغة الإنكليزية
- الموقع الرسمي لمدينة تشوأو باللغة اليابانية